# Delivery
A Delivery az 1960-as évek végén alakult brit blues/progresszív rock együttes volt. A társaság a canterburyi szcénához köthető progresszív rock zene egyik forrása volt.
Bruno's Blues Bandként alapította 1966-ban a gitáros Phil Miller, bátyja, a zongorista Steve Miller, a dobos Pip Pyle és a basszista Jack Monck. Az együttes néhány évig Londonban és környékén koncertezett. 1968-ban a szaxofonista Lol Coxhill csatlakozott hozzájuk és az együttes neve Steve Miller's Deliveryre változott. 1969-ben gyarapodtak a blues énekes Carol Grimesszel, Monckot pedig a basszista Roy Babbington váltotta. Az így létrejött felállás vette fel és adta ki egyetlen albumukat, Fools Meeting címmel. Bár Grimes csak az együttes tagjaként akart a lemezen szerepelni, a kiadó "Carol Grimes and Delivery" néven dobta ki a felvételt. 1971-ben Pyle elhagyta az együttest és a Gonghoz csatlakozott. Őt Laurie Allannel helyettesítették (aki később ugyancsak a Gong tagja lett). Nem sokkal ezt követően az együttes feloszlott.
Phil Miller megalapította a Matching Mole-t Robert Wyatt és Dave Sinclair társaságában, azonban ennek ellenére mégiscsak létrejött egy új Delivery-felállás 1972 tavaszán, melyben a Miller testvérek, Pyle és  Richard Sinclair (basszus és ének – később Steve Miller társa a Caravanben) szerepeltek. Az együttes adott néhány koncertet augusztusban és szeptemberben, majd, miután  Steve Millert Dave Sinclair (a Matching Mole-ból és a Caravanből) váltotta, az együttes neve Hatfield and the North-ra változott. A Delivery utolsó fellépése 1972 novemberében volt a BBC In Concert című sorozata keretében. A felállás egyáltalán nem mondható szokványosnak, a Miller testvérek, Pyle, Babbington, Coxhill és Sinclair léptek szinpadra, az utóbbi csak énekelt.
Steve Miller távozott, hogy kiadjon két albumot Coxhill társaságában a Virgin kiadó leányvállalatánál, a Caroline-nál, 1973-ban és 1974-ben.
Roy Babbington, aki 1971. és 1973. között a Keith Tippett Grouppal és a Nucleus együttessel muzsikált, a Soft Machine-hez csatlakozott és velük dolgozott 1973-tól 1976-ig. Laurie Allan néhányszor összejött a Gonggal, legismertebb közreműködése az 1973-as  Flying Teapot albumon való szereplés volt, később feltűnt  Barbara Thompson Paraphernaliáján is.

## Diszkográfia
- Fools Meeting (album, mint "Carol Grimes and Delivery"), 1970.
- Harry Lucky/Home Made Ruin (kislemez), 1970.

## Fordítás
- Ez a szócikk részben vagy egészben  a   Delivery (band) című angol Wikipédia-szócikk ezen változatának fordításán alapul.  Az eredeti cikk szerkesztőit annak laptörténete sorolja fel. Ez a jelzés csupán a megfogalmazás eredetét és a szerzői jogokat jelzi, nem szolgál a cikkben szereplő információk forrásmegjelöléseként.